# Eix Transversal ferroviari
|  | Per a l'article de la carretera C-25 vegeu Eix Transversal |

L'Eix Transversal ferroviari (ETF) és un projecte aturat de la Generalitat de Catalunya, de línia ferroviària d'alta velocitat (d'amplada estàndard) que vol connectar transversalment Catalunya, és a dir de Lleida a Girona passant en alguns trams paral·lel a la carretera Eix Transversal. Alhora connectaria amb les línies d'alta velocitat a Lleida, Girona i Martorell, en aquest últim cas tant en transport de mercaderies cap al port com de viatgers cap a Barcelona.
Les comarques que creua el traçat de l'ETF presenten en comú nuclis amb gran capacitat de desenvolupament. Es tracta d'un grup de ciutats mitjanes, la majoria capitals de comarca i on la planificació territorial preveu que en l'horitzó del 2026 a les comarques situades al llarg del corredor transversal s'hi concentraran 1,5 milions d'habitants.
Així, en la conjunció de les dinàmiques metropolitana i territorial apareix l'ETF que permet crear una infraestructura fixa entre ciutats mitjanes, cosir els extrems de les línies de rodalia, generar economia en noves zones i aportar accessibilitat a les comarques interiors catalanes, servir fluxos transversals i reforçar la connexió d'Igualada i Manresa amb l'àrea més central de la metròpoli barcelonina.

## Història
El projecte neix al 2003 amb el Pacte del Tinell, que impulsa nova concepció de les comunicacions i del model territorial de Catalunya, que contraposa la transversalitat a la centralitat i el sistema en malla al de nusos. Així, esdevé clau la necessitat de concebre'l com un element de reequilibri territorial. Actua com una via que fa d'intersecció amb els eixos naturals nord/sud creant una comunicació continua i directa entre comarques que tradicionalment no han estat prou ben comunicades.
Durant el 2005 el Govern de la Generalitat va presentar l'estudi de les alternatives de traçat del futur Eix. Posteriorment el Departament va encarregar a l'empresa pública IFERCAT licitar l'avantprojecte de l'Eix, així com els estudis informatius i d'impacte ambiental dels trams del futur Eix entre Lleida i Cervera; Igualada, Manresa i Castellbisbal; i Vic i Girona per un import de 4 MEUR. En 2012 Ricard Font i Hereu, Director general de Transports de la Generalitat va declarar que el projecte estava aturat.

## Característiques

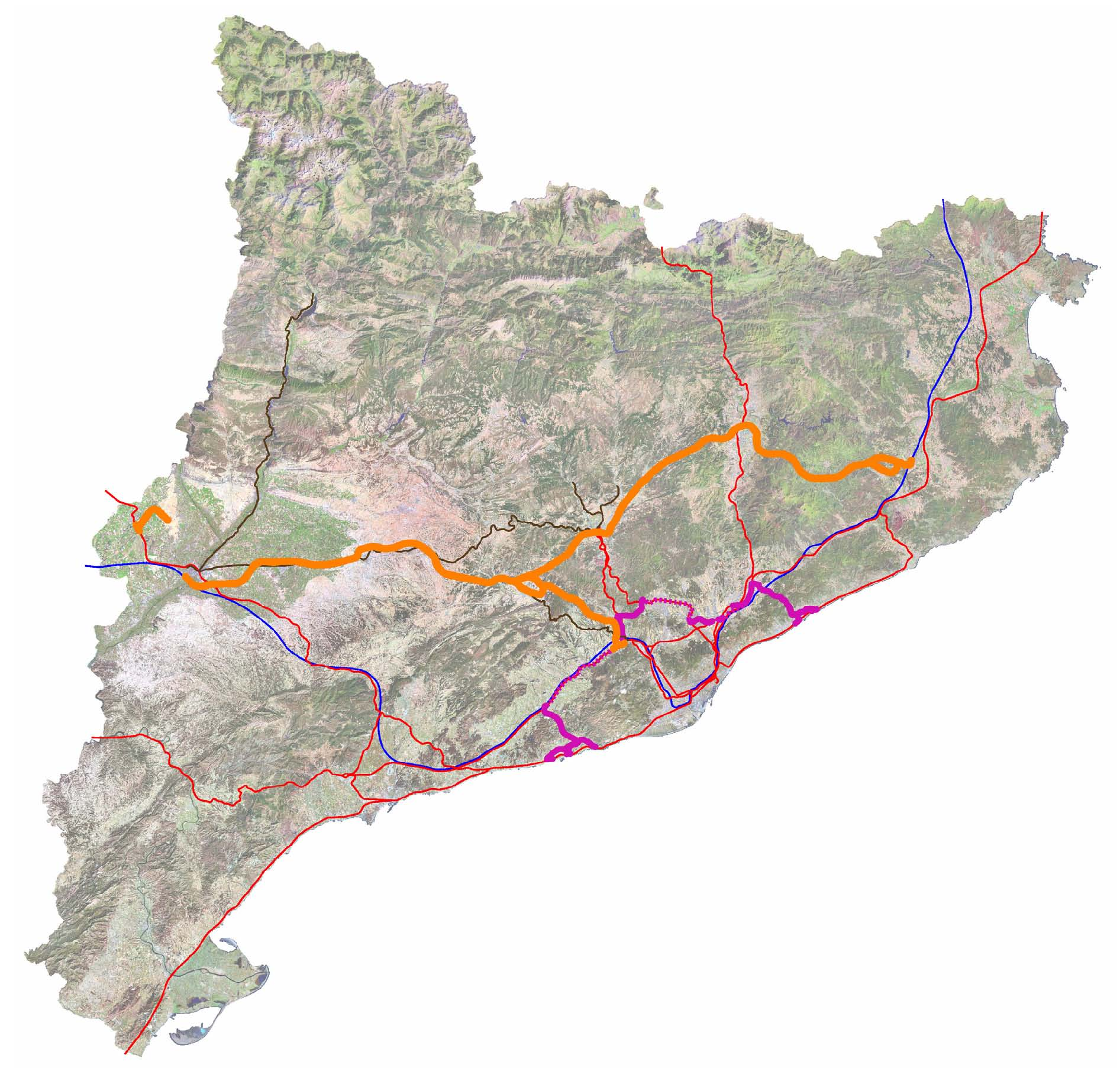
Traçat planificat de l'ETF segons el PDU-ETF aprovat el gener de 2009:
Eix Transversal Ferroviari (ETF)
Línia Orbital Ferroviària(LOF)

L'eix Transversal ferroviari serà una línia de tràfic mixt de mercaderies i de viatgers en alta velocitat que unirà, en uns 313 km de recorregut, Lleida, Mollerussa, Tàrrega, Cervera, Igualada, Manresa, Vic i l'aeroport de Girona, i connectarà, així mateix, amb la línia d'alta velocitat a Lleida i a Girona. A més, mitjançant dos ramals, connectarà Igualada i Manresa amb Martorell i amb les línies de mercaderies cap al Port i de viatgers cap a Barcelona.
Aquest eix serà d'amplada internacional i dissenyat per a trens de viatgers a 250 km/h i de mercaderies a 120 km/h. Es preveu crear 7 noves estacions de passatgers i diverses terminals de càrrega. Dels seus 313 km es preveu que 118 siguin en túnel, 174 en superfície i compti amb 21 km en viaducte.
El Departament de Política Territorial i Obres Públiques ha fet un nou pas en la definició del futur eix Transversal Ferroviari. La Comissió d'Urbanisme de Catalunya ha informat favorablement sobre el document d'objectius i criteris i els informes ambientals preliminars, que seran sotmesos a la consideració dels ajuntaments implicats i del Departament de Medi Ambient. Aquests documents són la base dels plans directors urbanístics que permetran realitzar les reserves de sòl necessàries per a la línia, que es preveu sotmetre a informació pública abans de l'estiu de l'any vinent.
Respecte del document presentat l'any 2005, s'ha incrementat el grau de concreció i s'han realitzat certes modificacions de traçat així com noves propostes, entre les quals hi figuren les següents:
- Variant de Lleida i connexió amb l'aeroport: es fa possible l'accés ferroviari a l'aeroport de Lleida-Alguaire i una connexió entre l'ETF i la línia actual de Lleida a Tarragona, de manera que es configura tota una variant completa per evitar el pas de qualsevol tren de mercaderies pel centre de Lleida.
- Nou traçat entre Lleida i Cervera: s'ha estudiat un nou traçat molt cenyit a l'actual corredor de l'autovia A-2 per tal d'evitar la creació d'una nova barrera infraestructural a les planes del Segrià i l'Urgell.
- Noves estacions al Pla d'Urgell, l'Urgell i la Segarra: sobre el nou traçat s'hi preveuen tres estacions de viatgers, a les comarques del Pla d'Urgell (prop de Mollerussa), de l'Urgell (prop de Tàrrega) i de la Segarra (prop de Cervera), poblacions que seran servides paral·lelament amb tren-tramvia.
- Estació intermodal a la comarca de l'Urgell: en aquesta estació, al terme municipal de Vilagrassa, prop de Tàrrega, hi coincidiran els trens d'alta velocitat del nou eix Transversal i els de l'actual línia Lleida – Manresa reconvertida en tren-tramvia,
- Nova àrea logística amb servei ferroviari a la conca d'Òdena, al nord d'Igualada: les mercaderies passaran pel nord d'Igualada, mentre que els trens de viatgers entraran soterrats dins la ciutat, amb una nova estació.
- Entre Igualada i Martorell s'ha previst tot un nou ramal: amb un túnel de 13,5 km per salvar el coll del Bruc. Al nord de Martorell s'hi preveu una estació de viatgers, i a Castellbisbal la nova línia enllaçarà amb la línia d'alta velocitat que entra a Barcelona (Sants i Sagrera) i amb la línia de mercaderies que va cap al Port. Aquest ramal converteix l'ETF en la línia ferroviària que posarà les comarques de l'Anoia, la Segarra, l'Urgell i el Pla d'Urgell en connexió directa amb la Regió Metropolitana de Barcelona, tant per viatgers com per a mercaderies, anàlogament com l'autovia A-2 ho fa per al transport per carretera.
- Al Bages: s'ha aprofundit en el desenvolupament d'una estació intermodal a Manresa entre l'ETF, Rodalies, una variant d'FGC i una futura xarxa de trens -tramvia.
- A Osona: es preveu que els trens de viatgers de l'ETF puguin entrar a l'actual estació de Vic, mentre que s'ha estudiat un nou traçat per creuar la plana pel sud de la ciutat seguint al màxim la xarxa viària existent i prevista.
- A l'aeroport de Girona: s'hi preveu també una estació de viatgers, a la qual hi podran accedir també els trens de la línia d'alta velocitat Barcelona – França.
- Variant de Girona per a mercaderies: s'ha optat per completar l'ETF amb una variant completa de Girona per als trens de mercaderies, ja que es considera que, a mitjà termini, quan s'incrementin els fluxos, serà convenient evitar el pas de nombrosos trens de mercaderies per dins de l'estació de viatgers de Girona.

El projecte està aturat des de 2012.

## Territori cobert
Les comarques per les quals passaria l'eix, són: Segrià, Urgell, Pla d'Urgell, Segarra, Anoia, Bages, Osona, Selva i Gironès. A les vegueries de Ponent, Comarques Centrals i Comarques Gironines. A més del ramal que anirà fins a Martorell (Baix Llobregat).